# Бомон Пје де Беф (Сарт)
Бомон Пје де Беф (фр. Beaumont-Pied-de-Bœuf (Sarthe)) је насељено место у Француској у региону Лоара, у департману Сарт.
По подацима из 2011. године у општини је живело 492 становника, а густина насељености је износила 19,94 становника/km².

## Демографија
| 1962. | 1968. | 1975. | 1982. | 1990. | 2011. |
| ----- | ----- | ----- | ----- | ----- | ----- |
| 675   | 627   | 533   | 459   | 429   | 492   |